# 이주승
이주승(李柱昇, 1989년 7월 20일 ~ )은 대한민국의 배우이다.

## 학력
- 서일대학 연극과

## 출연 작품

### 영화
| 연도 | 제목                          | 역할      | 비고                            |
| ---- | ----------------------------- | --------- | ------------------------------- |
| 2008 | 청계천의 개                   | 어린 민수 | 조연                            |
| 2009 | 장례식의 멤버                 | 노희준    |                                 |
| 2010 | 원 나잇 스탠드                | 청년      | 옴니버스 영화 (seg. 첫 번째 밤) |
| 2011 | 간증                          | 윤경호    |                                 |
| 2011 | 평범한 날들                   | 이수혁    | 옴니버스 영화 (seg. DISTANCE)   |
| 2012 | U.F.O.                        | 정순규    |                                 |
| 2013 | 누나                          | 진호      |                                 |
| 2013 | 작별들                        | 용규      |                                 |
| 2014 | 방황하는 칼날                 | 조두식    |                                 |
| 2014 | 셔틀콕                        | 백민재    |                                 |
| 2014 | 사브라                        | 한솔      | 단편 영화                       |
| 2014 | 이것이 우리의 끝이다          | 지용      |                                 |
| 2015 | 소셜포비아                    | 용민      |                                 |
| 2016 | 대결                          | 최풍호    |                                 |
| 2016 | 졸업반                        | 정우      | 목소리 더빙                     |
| 2018 | 영화루                        |           | 단편 영화                       |
| 2021 | 보이스                        | 황경일    |                                 |
| 2021 | 돛대                          |           | 단편 영화(감독,각본,주연)       |
| 2024 | 시민덕희                      | 경철      |                                 |
| 2024 | 다우렌의 결혼                 | 승주      |                                 |
| 2025 | 그 시절, 우리가 좋아했던 소녀 | 과 선배   | 우정출연                        |

### 드라마
| 연도      | 방송사                                 | 제목                                             | 역할          | 비고            |
| --------- | -------------------------------------- | ------------------------------------------------ | ------------- | --------------- |
| 2013      | KBS2                                   | KBS 드라마 스페셜-〈내 친구는 아직 살아있다〉 편 | 최치현        |                 |
| 2013      | KBS2                                   | KBS 드라마 스페셜-〈끈질긴 기쁨〉 편             | 동수          |                 |
| 2014      | KBS2                                   | 골든크로스                                       | 오창희        |                 |
| 2014      | tvN                                    | 고교처세왕                                       | 지대한        |                 |
| 2014      | 웹 드라마                              | 출중한 여자                                      | 이주승        | (보기)          |
| 2014      | 웹 드라마                              | 썸남썸녀                                         | 남자4호       | (보기)          |
| 2014      | KBS2                                   | 아이언맨                                         | 주홍주        |                 |
| 2014      | EBS1                                   | 슴슴한 그대                                      | 성태          |                 |
| 2014      | SBS                                    | 피노키오                                         | 안찬수        |                 |
| 2015      | SBS                                    | 피노키오                                         | 안찬수        |                 |
| KBS2      | KBS 드라마 스페셜-〈가만히 있으라〉 편 | 양준식                                           |               |                 |
| tvN       | 식샤를 합시다 2                        | 이주승/안찬수                                    |               |                 |
| KBS2      | 프로듀사                               | 김준배                                           |               |                 |
| SBS       | 너를 사랑한 시간                       | 오대복                                           |               |                 |
| 웹 드라마 | 9초, 영원의 시간                       | 강유찬                                           | (보기)        |                 |
| 2016      | KBS2                                   | KBS 드라마 스페셜-〈동정 없는 세상〉 편          | 차준호        |                 |
| 2017      | OCN                                    | 보이스                                           | 황경일        |                 |
| 2017      | SBS                                    | 조작                                             | 윤선우        | 특별출연        |
| 2017      | 웹 드라마                              | 아이돌 권한대행                                  | 나고야 선배   |                 |
| 2017      | tvN                                    | tvN 드라마 스테이지 - 박대리의 은밀한 사생활     | 박종혁        |                 |
| 2019      | KBS2                                   | 닥터 프리즈너                                    | 김석우        | 특별출연        |
| 2021      | tvN                                    | 해피니스                                         | 앤드류/최종욱 |                 |
| 2023      | 넷플릭스                               | 택배기사                                         | 무쓸모        | 6부작           |
| 2023      | ENA                                    | 모래에도 꽃이 핀다                               | 조석희        | 12부작          |
| 2024      | 넥센타이어                             | 타이코메트리                                     | 강지우        | 4부작, 웹드라마 |
| 2025      | SBS                                    | 우리 영화                                        | 임준병        | 12부작          |

### 연극
- 2010년 《낮잠》 소년 한영진 역
- 2018년 《킬롤로지》 데이비 역
- 2021년~2022년 《빈센트 리버》데이비 역
- 2023년 《테베랜드》

### 예능
- 2016년 KBS2 《노래싸움 - 승부》 - 게스트(9월 19일 방송분 출연)
- 2017년 MBC every1 《시골경찰》 - 고정출연
- 2018년 SBSPLUS 《걷는 재미에 빠지다! 두발라이프》(12월 13일 방송분 출연)
- 2019년 SBSPLUS 《걷는 재미에 빠지다! 두발라이프》(1월 17일 방송분 출연)
- 2021년 MBC 《나 혼자 산다》 - 게스트 (12월 24일 방송분 출연)
- 2022년 MBC 《나 혼자 산다》 - 게스트 (2월 11일 방송분  출연)
- 2022년 MBC 《나 혼자 산다》 - 게스트
- 2022년 MBC 《황금어장 라디오 스타》 -게스트
- 2022년 MBC 《심야괴담회》 - 64회 게스트
- 2023년 MBC 《나 혼자 산다》 - 게스트
- 2024년 tvN 《줄 서는 식당 시즌2》-고정 출연

### 기타
- 2015년 쇼베 크리에이티브 모바일 시네마 게임 《도시를 품다》 찰스 역

## 수상 및 후보
| 연도 | 시상식                    | 부문                     | 작품       | 결과 |
| ---- | ------------------------- | ------------------------ | ---------- | ---- |
| 2013 | 제39회 서울독립영화제     | 독립스타상               | 셔틀콕     | 수상 |
| 2014 | 제13회 미쟝센 단편 영화제 | 심사위원 특별상 연기부문 | 사브라     | 수상 |
| 2014 | 제23회 부일영화상         | 신인 남자연기상          | 셔틀콕     | 수상 |
| 2016 | 제3회 들꽃영화상          | 남우주연상               | 소셜포비아 | 후보 |
| 2022 | MBC 방송연예대상          | 남자 신인상              | 나혼자산다 | 후보 |